# Cabredo
Cabredo és un municipi de Navarra, a la comarca d'Estella Occidental, dins la merindad d'Estella. Limita amb Genevilla al nord, Aguilar de Codés a l'est, a l'oest Bernedo i al sud Marañón

## Topònim
Aparentment el nom del poble és transparent i indica lloc de cabres. Sense embago, en estar format pel sufix -edo, utilitza per a la formació de conjunts vegetals en castellà, Julio Caro Baroja va proposar altra possible etimologia basada en la paraula llatina capper o capparis (alcaparra), per la qual capparedo o capperedo - > cabredo. El gentilici és cabredano.

## Demografia
| Evolució demogràfica                               | Evolució demogràfica | Evolució demogràfica | Evolució demogràfica | Evolució demogràfica | Evolució demogràfica | Evolució demogràfica | Evolució demogràfica | Evolució demogràfica | Evolució demogràfica | Evolució demogràfica |
| 1996                                               | 1998                 | 1999                 | 2000                 | 2001                 | 2002                 | 2003                 | 2004                 | 2005                 | 2006                 | 2007                 |
| -------------------------------------------------- | -------------------- | -------------------- | -------------------- | -------------------- | -------------------- | -------------------- | -------------------- | -------------------- | -------------------- | -------------------- |
| 130                                                | 128                  | 128                  | 127                  | 122                  | 116                  | 115                  | 110                  | 103                  | 97                   | 104                  |
| Fonts: Cabredo i Institut d'Estadística de Navarra |                      |                      |                      |                      |                      |                      |                      |                      |                      |                      |